# Strenna
La strenna (dal latino strēna, con probabile origine sabina; letteralmente in italiano "regalo di buon augurio") è un regalo che è d'uso e costume sociale fare o ricevere durante il periodo delle festività quali Natale, Pasqua o Capodanno, da parte di conoscenti quali parenti o amici oppure da parte di un'azienda ai suoi dipendenti o clienti.

## Storia

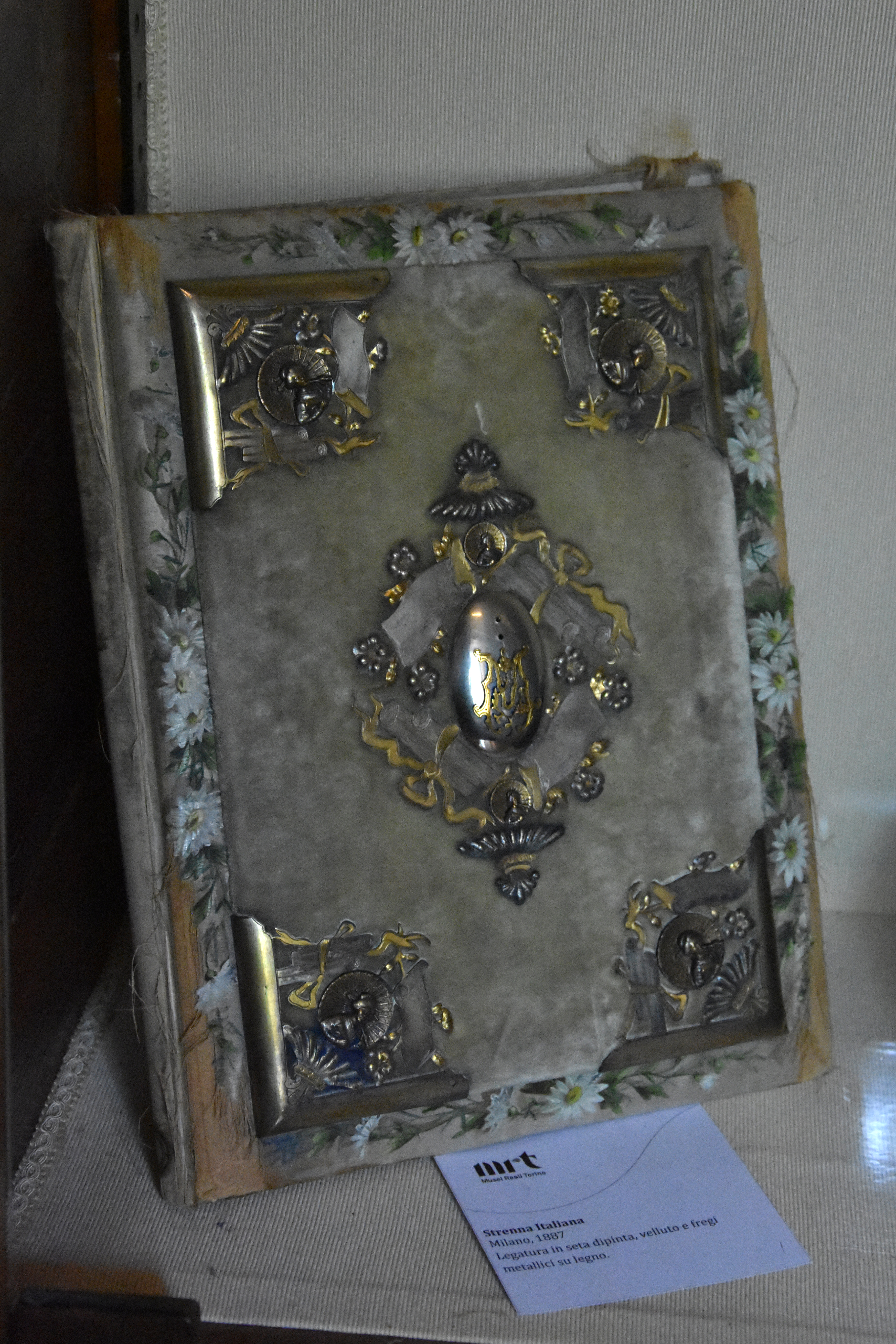
Strenna italiana prodotta a Milano nel 1887 e conservata nella Biblioteca Reale di Torino

Strenna è «nome latino, usato nel senso di dono augurale già nel commiato di Virgilio da Dante (e se mai non furo strenne / che fosser di piacere a queste iguali); ma che, ad onta delle pretese classicistiche della Strenna italiana del 1834, di far discendere pianamente le nuove strenne librarie dalle strenae dei Romani (allegando, non occorre dirlo, passi di Svetonio, di Tibullo, di Simmaco ecc.), ad occhi appena attenti era quasi un timbro delle dogane francesi. Non ne aveva dubbi il Tommaseo che fin dal '38, nel Dizionario dei Sinonimi, registra Strenna quale nome dato a "certi almanacchi, non tanto per rinfrescare un'antica voce latina e italiana, quanto per imitare (solito vezzo, peste d'Italia) les étrennes di Francia"».
Tale usanza discende dalla tradizione dell'Antica Roma che prevedeva lo scambio di doni augurali, durante i Saturnalia, ciclo di festività romane che si svolgevano dal 17 al 23 dicembre, in onore del dio Saturno, e precedevano il giorno del Sol Invictus. Il termine deriva dal latino strēna, vocabolo di probabile origine sabina, con il significato di "regalo di buon augurio".
Secondo Varrone, l'uso della strenna adottato già dalla prima fondazione dell'Urbe, istituito da Tito Tazio che per primo colse, quale buon auspicio per il nuovo anno, il ramoscello di una pianta (arbor felix) posta nel bosco sacro alla dea Strenia; dalla quale derivò il termine strenae per i doni di vario genere, anche monete, da scambiarsi nelle festività dei Saturnalia. 
In campo editoriale, nel XIX secolo, la strenna indicava una raccolta di componimenti in prosa e poesia che veniva posta in vendita a capodanno. Da questa consuetudine deriva la definizione "strenne editoriali" o "libro strenna" per le pubblicazioni poste sul mercato nella prima settimana di dicembre, al principale scopo di fungere da tradizionale regalo per le festività natalizie. 
In alcuni paesi della Lunigiana si definiva "fare  la  strenna" l'uso dei bambini di andare  nel giorno di Capodanno   a bussare alle porte delle case e di recitare la breve strofa "Buongiorno  e buon anno, fatemi la strenna per tutto l'anno" o anche "Buon anno e buondì, fatemi la strenna per tutto il dì". A tale  saluto gli adulti donavano dolcetti, mandarini, frutta secca, cioccolata  o qualche spicciolo ai bambini.